# Rising Stars
Rising Stars est une série de comics américaine, écrite par le scénariste Joe Michael Straczynski. Elle a été dessinée successivement par Gary Frank, Livesay, Keu Cha, Christian Zanier, Ken Lashley, Dave Finch, Stuart Immonen et Brent Anderson.
Elle est publiée par le label Top Cow Productions des éditions Image Comics aux États-Unis, et chez Semic en France. La série a été reprise chez Delcourt, y compris la fin inédite. La traduction en a été assurée par Stephane Deschamps, puis Alex Nikolavitch à partir du n°11.
Straczynski a prévu trois actes de huit numéros chacun, auxquels ont été ajoutés quatre numéros hors-série lors du lancement de la série. Elle a été publiée d'octobre 1999 à janvier 2003 pour le numéro 21. Les trois derniers numéros sont parus de novembre 2004 à mars 2005 ; ils ont été retardés à cause de différends entre Straczynski et Top Cow sur le scénario de films adaptant Rising Stars.

## Synopsis
En 1969, une boule de feu s'écrase sur Peterson dans l'Illinois. Quelques années après, 113 enfants alors dans l'utérus de leur mère, développent des pouvoirs surnaturels : vol, combustion spontanée, télépathie, voix et beauté enchanteresse, etc. Ils sont baptisés les « Spéciaux » par le gouvernement, qui demande au docteur Welles de les étudier et de déterminer pour chacun d'eux comment les éliminer si nécessaire.
Adultes, ils se sont intégrés dans la société américaine : Matthew Bright est un célèbre policier de New York ; Jason Miller est Patriot, le flambeau de la Nexus Corporation. D'autres inquiètent davantage : Pyre, l'homme-torche ; mais également les artistes John dit Poet et Randy « Ravenshadow ».
Un jour, plusieurs Spéciaux sont assassinés. Poet commence son enquête et découvre que c'est l'un des leurs : il a découvert que si son pouvoir diminue au fil du temps et de l'usage, il peut être rechargé chaque fois qu'un de ces congénères meurt.

## Les trois actes
- Acte 1 : Born in Fire (Né dans le feu). Straczynski lance l'histoire en mettant en avant le personnage de Poet et son enquête pour découvrir le coupable des meurtres. Mais, une fois Patriot découvert par Poet, celui-ci a déjà mis en place une alliance avec Paulson, l'agent fédéral chargé de surveiller les Spéciaux.

- Acte 2 : Power (Pouvoir). Dix ans après, les Spéciaux sont libres de leur mouvement : Critical Maas s'est installé dans Chicago dévastée après avoir détruit Atlanta. Poet et Ravenshadow décident, en échange du pardon présidentiel, d'aller libérer la ville.

- Acte 3 : Change the World (Changer le monde). Plusieurs années après la libération de Chicago et le choix d'intervenir pour améliorer les comportements de l'humanité, Jason a fini par capturer tout l'arsenal nucléaire de la planète. Paulson vieillissant est rappelé par le gouvernement pour aider à exterminer les Spéciaux. Ravenshadow quant à lui, se prépare à se présenter à l'élection présidentielle. Et Poet semble avoir un projet secret.

## Commentaires
Rising Stars est clairement voulue comme une histoire politique des États-Unis :
- critique des actions du gouvernement qui agit contre un danger avant d'avoir déterminé tous les risques de ses actions,
- rôle de la Cour suprême dans la défense des enfants Spéciaux,
- opposition entre les notions de liberté et de sécurité.

Graphiquement, en pleine période de l'après-11 septembre où la « bannière étoilée » est mise en valeur, les deuxièmes de couverture mettent en scène les étoiles du drapeau des États-Unis. Dans l'épisode 20 et la mort d'un personnage important, les trois étoiles sur fond bleu saignent ; dans l'épisode suivant, une étoile à cinq branches se lève tel le soleil derrière la « colline des rêves » (le nom du cimetière d'Arlington, lieu de l'action de l'épisode).
La série est centrée sur la façon dont les Spéciaux appartiennent à la société et sur la perception qu'a la société d'eux. Dans l'acte 1, cette question est traitée comme dans les autres comics de super-héros : soit très gentils (Patriot, Bright), soit très méchants (Pyre). Les actes 2 et 3 mettent en place une vision plus complexe des choses avec l'apparition de civils en danger, de Spéciaux qui sont entre-deux. Le personnage de Jason Miller (Patriot) démontre clairement cette complexité du super-héros dans cette œuvre de Straczynski :
- au début, il est grand, beau dans son costume,
- dans l'acte 3, un général dit qu'une fois qu'ils auront montré le visage de Miller rongé par les radiations, les gens ne le prendront plus pour un héros.

Pour la destruction d'Atlanta par Critical Maas entre le premier et le deuxième acte, c'est une forme de vengeance pour Straczynski puisque la chaîne TNT a son siège dans cette ville. Pour Straczynski, l'échec de la série dérivée de Babylon 5 est due à la direction de la chaîne.

## Séries dérivées
La série principale a connu plusieurs séries dérivées sur des scénarios de Fiona Avery :
- Rising Stars Bright (mars - mai 2003) sur la carrière clandestine de policier de Matthew Bright. Les trois épisodes sont dessinés par Dan Jurgens.
- Rising Stars: Voices of the Dead (mai - décembre 2005) sur le personnage de Lionel Zerb, capable de voir et de dialoguer avec les personnes défuntes. La série est dessinée par Stanz Johnson.
- Rising Stars: Untouchable (mars - juin 2006) sur le personnage de Lauren Darkhaven, télékinésiste employée comme tueuse par des services secrets. Prévue pour une publication après la fin de la série principale en 2003, elle est repoussée jusqu'en mars 2006. La série est dessinée par Brent Anderson.

## Projet de films
De janvier 2003 à octobre 2004, Straczynski a suspendu la livraison des scénarios des trois derniers épisodes à cause d'un différend avec Top Cow et MGM sur l'adaptation de Rising Stars en film de cinéma.
Après la signature d'un accord entre l'auteur, MGM et Atlas Entertainment, ce premier a livré un scénario de film basé sur le premier acte en décembre 2001. Découvrant que le scénario avait été réécrit sans qu'il puisse l'amender, Straczynski a décidé de bloquer la publication du comics. Le différend avec Top Cow a été résolu fin 2004 ; entre-temps, Straczynski a signé un contrat d'exclusivité avec l'éditeur Marvel. 
Début 2005, l'option de la MGM sur l'adaptation au cinéma a expiré faute d'avoir pu boucler un projet.

## Publications en France chezSemic
Chaque numéro de l'édition française comprend deux épisodes de la version américaine. Ces numéros ont été vendus dans les librairies et les marchands de journaux comme des périodiques.
- Rising Stars 1 (2000)
- Rising Stars 2 (2000)
- Rising Stars 3 (2000)
- Rising Stars 4 (2000)
- Rising Stars 5 (2000)
- Intégrale 1 (2001)  (ISBN 2-914082-42-8)
- Rising Stars 6 (2001)
- Rising Stars 7 (2001)
- Rising Stars 8 (2001)
- Intégrale 2 (2002)  (ISBN 2-914082-66-5)
- Rising Stars 9 (2002)
- Rising Stars 10 (2002)
- Intégrale 3 (2003)  (ISBN 2-84857-015-6)

## Publications en France chezDelcourt
Depuis 2012, Delcourt réédite Rising Stars sous forme d'intégral de chacun des actes.
- Rising Stars - Acte 1 (janvier 2012)  (ISBN 978-2-7560-2756-2)
- Rising Stars - Acte 2 (novembre 2012)  (ISBN 978-2-7560-2942-9)
- Rising Stars - Acte 3 (mai 2013)  (ISBN 978-2-7560-3007-4)